# Ophiomyia sepilokensis
Ophiomyia sepilokensis är en tvåvingeart som beskrevs av Mitsuhiro Sasakawa 1991. Ophiomyia sepilokensis ingår i släktet Ophiomyia och familjen minerarflugor. Inga underarter finns listade i Catalogue of Life.